# Franc Žižek (pravnik)
Franc Žižek, slovenski pravnik in statistik, * 15. januar 1876 Gradec, † 20. maj 1938, Frankfurt na Majni.

## Življenje in delo
Franc Žižek se je rodil vojaškemu zdravniku Francu in Emiliji roj. Ecker v Gradcu, kjer se je kasneje tudi izobraževal in leta 1898 doktoriral na graški pravni fakulteti in se dodatno izpopolnjeval na visoki šoli političnih znanosti v Parizu. Zaposlil se je na Dunaju, kjer je bil do 1903 v službi na sodišču, nato pri statistični centralni komisiji in ministrstvu za trgovino in se 1909  habilitiral za privatnega docenta za statistiko na dunajski univerzi. Leta 1916 je bil postavljen za izrednega profesorja na novi univerzi v Frankfurtu, prevzel takrat edino specialno katedro za statistiko v Evropi in tu deloval do smrti. Bil je član številnih evropskih statističnih ustanov.
Žižek je prve članke in razprave s socialnoekonomskega področja objavil že leta 1901.
Znanstveno ime si je pridobil s prvo večjo študijo Theorie der statistischen Mittelwerte (Leipzig 1908; leta 1913 prevedeno v angleščino in v japonščino). Med številnimi članki je slovenski menda samo O ljudskem štetju (1911), v katerem obravnava tudi vprašanje statističnega poizvedovanja o občevalnem jeziku in Pravni temelji statistike (1914). Napisal je tudi več strokovnih knjig.
Žižek je bil strog znanstvenik in odličen predavatelj. Z znanstvenimi deli je poglabljal statistično metodologijo in pripomogel k utrjevanju statistične znanosti, da se je razširila in si pridobila samostojno mesto med socialnimi vedami.